# Новокрещенка (Приморский край)
Новокреще́нка — село в Красноармейском районе Приморского края. Входит в состав Новопокровского сельского поселения.

## География
Село Новокрещенка стоит на правом берегу реки Большая Уссурка напротив села Новопокровка.
Дорога к селу Новокрещенка идёт от села Лукьяновка по мосту через Большую Уссурку, далее вверх по течению.
Расстояние до Лукьяновки около 22 км, до районного центра Новопокровка (стоит на левом берегу Большой Уссурки выше Лукьяновки) около 42 км.

## Население
| 1915 | 2002 | 2010 |
| ---- | ---- | ---- |
| 958  | ↘365 | ↘304 |

## Улицы
| - ул. Подгорная, - ул. Полтавская, - ул. Садовая, | - ул. Советская, - ул. Украинская, - ул. Центральная. |

## Экономика
Жители занимаются сельским хозяйством.